# Unirea Alba Iulia
Unirea Alba Iulia is een Roemeense voetbalclub uit Alba Iulia.
De club werd in 1924 opgericht als Unirea Mihai Viteazul Alba Iulia. De club speelde tot 1947 voornamelijk op het tweede en derde niveau en speelde van 1947 tot 1970 in de regionale competities. Hierna speelde de club wederom op het tweede en derde niveau tot de inmiddels in 90s Apulum Alba Iulia omgedoopte club in 2003 promoveerde naar de Liga 1. Na twee jaar degradeerde de club en nog een jaar later degradeerde de club opnieuw, nu naar het derde niveau. In 2006 kocht het bestuur de licentie van Oltchim Râmnicu Vâlcea uit de Liga 2. Het team ging spelen als FC Unirea 2006 Alba Iulia en promoveerde in 2009 wederom naar de Liga 1, maar moest na één seizoen weer een stapje terugzetten. De club trok zich terug voor het seizoen 2012/13 en ging in 2014 verder in de Liga IV.